# Puhoi

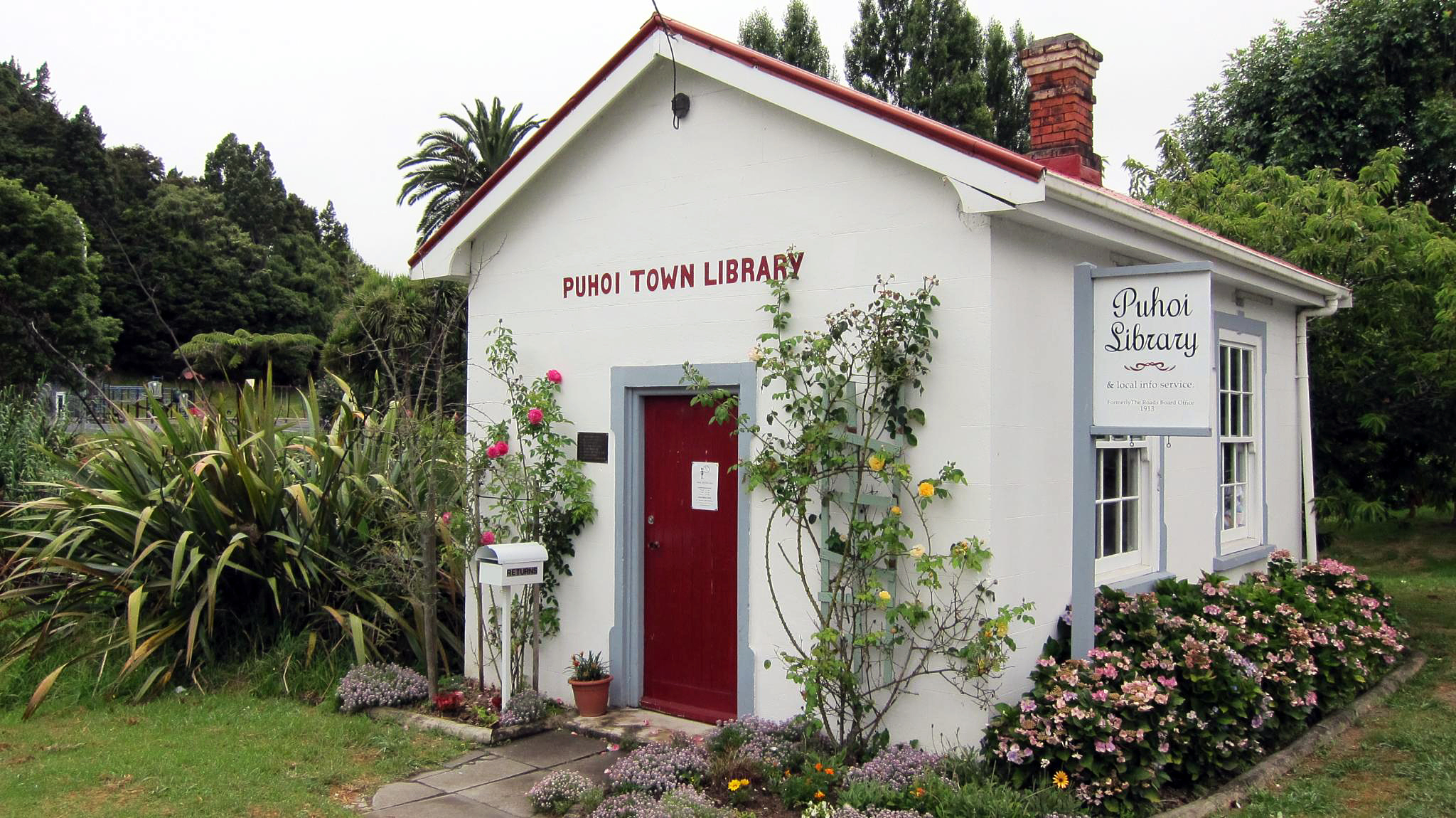
Puhoi Town Library (Bücherei)

Puhoi ist ein Dorf nördlich von Auckland auf der Nordinsel von Neuseeland, das seit 1863 von deutschböhmischen Siedlern geprägt ist. Das Dorf war bis Oktober 2010 verwaltungstechnisch dem Rodney District zugeordnet und gehört seit der politischen Neuordnung vom 1. November 2010 zum Auckland Council.

## Namensherkunft
Das Wort „pūhoi“ steht in der Sprache der Māori für langsam, schwächer werden oder stumpf. Benennungsmotiv war der langsam fließende Puhoi River, an dem das Dorf liegt.

## Geografie und Ortsname
Puhoi befindet sich rund 38 km nördlich des Stadtzentrums von Auckland und ist über den nördlich verlaufenden New Zealand State Highway 1 zu erreichen. Die nächstgelegene Stadt ist Orewa rund 8 km südsüdöstlich.

## Bevölkerung
Im Zensus von 2006 wurden für die statistische Einheit Tauhoa-Puhoi, die den Raum um Puhoi mit einer nordwestlichen Ausdehnung umfasst, 4041 Einwohner angegeben. 1996 lebten dort 2928 Menschen und 2001 waren es 3339 Einwohner. In Puhoi selbst lebten 2008 493 Menschen in 173 Haushalten.

## Geschichte
Puhoi wurde am 29. Juni 1863 von einer Gruppe von böhmischen Einwanderern aus dem Egerland unter der Führung von Martin Krippner aus Mantau,  einem deutschböhmischen Dorf bei Chotieschau, gegründet. Krippner selbst war mit seiner Familie 1860 in Neuseeland eingewandert. Unter dem Versprechen, 40 Acres freies Land für jeden Erwachsenen, plus 20 Acres für jedes Kind im Alter zwischen 5 und 18 Jahren zu erhalten, kamen in den Jahren 1863 bis 1876 insgesamt sechs Gruppen mit zusammen etwas über 200 Siedlern. Sie sprachen den Egerländer Dialekt, der zur nordbairischen Dialektgruppe gehört. Heute werden in Neuseeland diese Siedler und ihre Nachkommen, die sich mindestens bis zum Ersten Weltkrieg als Deutsche begriffen und offiziell als solche bezeichnet wurden, nach ihrer regionalen Herkunft "Bohemians" genannt. Grund dafür sind die starken antideutschen Ressentiments in Neuseeland während der beiden Weltkriege, die es geboten sein ließen, die deutsche Herkunft zu verschweigen. Infolge dieser Ressentiments wurde auch das vor 1876 gegründete "German-Hotel" in "Puhoi-Hotel" umbenannt. Puhoi erhielt nun den Beinamen "Bohemian Settlement".

## Heute
Neben der Kirche St Peter and St Paul, die in der Kategorie I des New Zealand Historic Places Trust als schützenswertes Denkmal eingetragen ist, besitzt das Dorf eine Schule, ein Hotel, eine Centennial Hall und einen Laden, die alle ihre Ursprünge in der Zeit der Besiedlung haben. In dem Gebäude einer zwischen 1923 und 1964 in Nutzung befindlichen katholischen Grundschule gibt es heute ein Museum. Unter den kleineren Wirtschaftsunternehmen des Ortes befindet sich eine Käsefabrik, die ihre landesweit bekannten Produkte unter dem Namen des Orts vermarktet. Die Nachfahren der ersten Siedler leben teilweise noch heute in Puhoi. 
Das Brauchtum der Egerländer Kultur, die Musik, der Egerländer Dialekt und die Trachten werden noch heute von der Bohemian Association und damit von direkten Nachfahren der Familien Krippner, Podlesak, Schischka, Schollum, Straka, Turnwald, Wech und Wenzlick bewahrt und weitergetragen. Die Genealogie der Einwandererfamilien wird durch die Bohemian Association gepflegt.